# Rachel Starr (remera)
Rachel Starr (28 de marzo de 1971) es una deportista canadiense que compitió en remo. Ganó dos medallas en el Campeonato Mundial de Remo, en los años 1990 y 1993.

## Palmarés internacional
| Campeonato Mundial | Campeonato Mundial       | Campeonato Mundial | Campeonato Mundial        |
| Año                | Lugar                    | Medalla            | Prueba                    |
| ------------------ | ------------------------ | ------------------ | ------------------------- |
| 1990               | Tasmania (Australia)     | Medalla de oro     | Cuatro sin timonel ligero |
| 1993               | Račice (República Checa) | Medalla de plata   | Cuatro sin timonel ligero |